# Зарицький Соломон Мойсейович
Соломон Мойсейович Зари́цький (нар. 15 травня 1889, Київ — пом. 24 березня 1975, Київ) — український радянський живописець, художник театру та кіно єврейського походження; член Спілки художників України.

## Біографія
Народився 15 травня 1889 року у місті Києві в родині закрійника. У 1902—1909 роках навчався у Київському художньому училищі (викладачі: Микола Пимоненко, Олександр Мурашко, Сергій Світославський, Володимир Менк, Харитон Платонов, Григорій Дядченко, Іван Селезньов).
Працював художником-декоратором у театрах Києва, Одеси, Харкова. Викладав малювання у школах, працював у майстернях Реввійськради 12-ї армії, готуючи агітаційні плакати.
У 1950—1952 роках — художник-консультант Телецентру УРСР.
Жив у Києві в будинку на вулиці Саксаганського, 24, квартира 18. Помер у Києві 24 травня 1975 року.

## Творчість

### У кіно
У 1919 році Києві оформлив українські агітаційно-пропагандистські фільми:
- «Всеобуч»;
- «Мир хатам, війна — палацам» (Кіносекція Київського окружного воєнкомату).

На Одеській кіностудії брав участь у творенні стрічок:
- «Лісовий звір» (1925, у співавторстві з Іваном Суворовим);
- «Марійка» (1926);
- «П. К. П.» («Пілсудський купив Петлюру»; 1926, у співавторстві з Сернгієм Худяковим);
- «Греблю прорвано» (1928);
- «Джіммі Хіггінс» (1928, у співавторстві з Георгієм Байзенгерцем).

На Ялтинській кіностудії працював у кінокартині «Каламуть» (1927).
На Київській кіностудії художніх фільмів оформив:
- «Пригоди полтинника» (1928);
- «Івась та Месник» (1928);
- «Цибала» (1929);
- «Сам собі Робінзон» (1929);
- «Велике життя» (1939, перша серія);
- «П'ятий океан» (1940, у співавторстві з В. І. Хмельовою);
- «Міцкевич у Росії» (1944);
- «Третій удар» (1948);
- «Народні таланти» (1952).

На «Українфільмі» оформив
- «Квартали передмістя» (1930);
- «Хліб» (1930);
- «Право на жінку» (1930);
- «Інтриган» (1935);
- «Одного разу влітку» (1936, у співавторстві з Олексієм Бобровниковим);
- «Справжній товариш» (1936, у співавторстві з Г. Лівановим);
- «Якось улітку» (1936, у співавторстві).

В Москві на студії «Схід-кіно» у 1932 році оформив фільм «Народжені знову».

### У театрі
Розробив ескізи декорацій і костюмів до вистав:
- «Ніч на старому ринку» Іцхака Лейбуша Переца (1923, Київський єврейський театр);
- «Мауґлі» за Редьярдом Кіплінґом (1924, Київський театр юного глядача);
- «Недоросток» Дениса Фонвізіна (1926, Київський театр юного гдядача);
- «Вогняний міст» Бориса Ромашова (1928, Харківський театр російської драми);
- «Шторм» Володимира Білль-Білоцерківського (1928, Харківський театр російської драми).

Працюючи в Телецентрі УРСР, оформив телевиставу «Під золотим орлом» Ярослава Галана (1952). 
Окремі ескізи декорацій і костюмів зберігаються у Музеї театрального, музичного та кіномистецтва України у Києві.

### Художня творчість
Серед робіт:
- «Люди Вітчизняної війни» (серія портретів, 1941–1943);
- «Кращі люди колгоспів» (серія портретів, 1941–1943);
- «Окупанти» (1942, олія; Національний музей образотворчого мистецтва Туркменістану);
- «Києве наш» (1943, акварель);
- «Осінь у Седневі» (1968, олія);
- «Портрет хірурга І. Улановського» (1971, пастель).

Виконав низку кіноплакатів до фільмів:
- «ПКП» (1926);
- «Крізь сльози» (1928);
- «Понад кордоном» (1930).

Брав участь у всеукраїнських виставках з 1948 року, персона відбулася у Києві у 1969 році. 